# Phintella caledoniensis
Phintella caledoniensis är en spindelart som beskrevs av Barbara Patoleta 2009. Phintella caledoniensis ingår i släktet Phintella och familjen hoppspindlar. Inga underarter finns listade i Catalogue of Life.